# Пантагнот
Пантагнот (др.-греч. Παντάγνωχος, ) — старший брат самоского тирана Поликрата.
По замечанию исследователя Н. А. Шергиной, имя Пантагнот является очень редким и встречается кроме сочинения Геродота только у Полибия — при описании войн македонского царя Филиппа V.
Пантагнот, Поликрат и их младший брат Силосон захватили власть на Самосе, напав на безоружных граждан во время проведения празднеств в честь богини Геры. Вооружённую поддержку братьям оказал тиран Наксоса Лигдамид. Братья разделили территорию полиса на три части и первоначально правили вместе. Но затем, через несколько лет, Поликрат убил Пантагнота, а Силосон был вынужден бежать.